# 马来西亚动画
馬來西亞动画發展初頭深受哇揚皮影偶戲中由操縱木偶的人及皮影戲匠師控制其中的角色所造成之木偶風格所影響。皮影戲啟發了德國電影製片人 - 洛特·賴尼格，她根據《一千零一夜》中的一篇故事，於1926年製作了動畫片《艾奇迈德王子历险记》。世界上许多动画师都将其作品的指日成功归功于其开山之祖 - 洛特·賴尼格对动画的本身寄兴寓情。

## 早期动画

### 马来西亚电影单位
馬來西亞通訊及多媒體部由英國殖民主義者於1946年創立，目的是為了能更方便地拍攝跟政府相關的紀錄片和新聞公報的影片。後來部門更名為：「国家电影局」。1961年，一個名為「Anandam Xavier （页面存档备份，存于）」的动画工作室的佈景設計師被要求處理一個動畫項目。從此，Anandam Xavier 開始著手研究馬來西亞國內首部動畫短片《Hikayat Sang Kancil》直到1978年，但直到1983年才開始發行。

#### 动画短片
在接下来的几年中，有更多马来西亚的手绘动画短片发行。包括：1984年的《Sang Kancil dan Monyet》和1987年的续集《Sang Kancil dan Buaya》；1985年及1986年的《Gagak Yang Bijak》和《Arnab Yang Sombong》和《Singa Yang Haloba》，均由 哈山慕达立書面指導。1980年代和1990年代在马来西亚制作的真人电影开始放映动画片段，尤其是在由 哈山慕达立 制作的《Mekanik》，《Mat Gelap》和《Yes, Tuan!》等电影的开场片中。

#### 动画工作室
马来西亚动画业的急速增长导致成立了两间的动画工作室： FilmArt （成立于1984年）和 Lensamation （成立于1987年）。在马来西亚国内拥有这些制作公司后，动画便开始视为一种职业道路及艺术形式，这同时也促进了动漫培训学校及其机构之培训动画计画的发展。1995年，马来西亚首部电视动画连续剧：《Usop Sontorian》正式开播。

## 现代化与全球化
马来西亚第四任首相马哈迪·莫哈末（1981-2003）对马来西亚的动画业给予了一定的关注。这扩展到了数字技术在马来西亚动画产业中的使用，主要是由Kamn Ismail开创的直接进入系统的方法引入计算机。在马来西亚，第一部由计算机动画制作的动画作品是2000年的电影《年戰》和由 Young Jump Animation Sdn Bhd 构思和制作的《Skyland》系列。接着，在1990年代後期，Kamn Ismail 已經將三维计算机图形包含在他的《Keluang Man》動畫系列中。
在千禧世代，马来西亚动画业也有所成長。自Z世代（2000年）以来，当 马来西亚数码经济机构(MDEC)在 半岛电视台儿童频道 制作《萨拉丁：动画系列》时，马来西亚动画业已走出了全球。此后，许多马来西亚的动画公司将其作品推销至全球。动画公司通過基於具有價值觀的馬來西亞文化动画，成功地在全球推廣了這個位於東南亞的國家 - 馬來西亞。
进入全球市场的马来西亚动画电影和系列电影包括： 
- 《Geng: The Adventure Begins》 动画电影
- 《Upin & Ipin》 动画系列
- 《足球的孩子》 动画系列
- 《踢球的波波》 动画系列
- 《特工阿里》 动画系列
- 《机甲猛斗》 动画系列

## 政府的角色
马来西亚政府其机构 马来西亚数码经济机构 和 Malaysia Animation Creative Content Centre 通过赠款计划向业界提供资金，并为一些关键的动画公司提供像世界一流之服务，从而为动画业提供支持。赠款包括启动资金，知识产权赠款计划和 MAC3 合作生产基金。

### MAC3 合作生产基金
2009年推出的MAC3 合作生产基金（英語：MAC3 Co-Production Fund），支持具備创意性的相关动画。以支持具備知识产权下共同发展的动画、游戏和電腦圖像。
这项赠款旨在帮助富有创新力的本地公司与知名合作伙伴们共同所开发动画和游戏制作项目，从而为马来西亚的发展做出一定的贡献。 

## 外国对马来西亚动画的影响
一些本地动画倾向于复制外来元素，尤其是动漫。这可以在电视动画系列的设计中看到，例如《Anak-anak Sidek》、《Edi & Cici》和《Sang Wira》。这是因为大多数马来西亚動畫師曾赴日本接受动画师的培训。
虽然如此，《甘榜男孩》系列却有獨立的身份。其被视为描绘马来西亚文化的代表作。

## 马来西亚动画学会
马来西亚动画学会（英語：Animation Society of Malaysia）是推广马来西亚动画的非营利性政府组织。

### 历史
马来西亚动画学会于2007年5月29日正式注册为组织。 
创建学会的构想是在1997年的广岛国际动画影展上首次被讨论的。1998年，马来西亚的首部故事片《Silat Legenda》的导演 - Hassan Abd Muthalib 和马来西亚的首部动画电影《Usop Sontorian》的执行制片人 - Hisat Harun Hashim、Silat Legenda和导演 - Kamn Ismail 同意组建马来西亚动画学会。 
2001年，此想法在 James Ooi 的办公室与 Hassan Abd Muthalib、James Ooi 和 Richard Ung Kok Kee 会面时进行了讨论。成立学会的一系列会议于2001年4月隨之於开始，首届会议于2001年5月17日在雪兰莪安邦举行，並在属于马来西亚国家电影发展公司的拉奈卡蘇亞利納森帕卡莎莉酒店会议室内开会。 

### 活动项目
学会终于在2007年5月29日正式注册。但是，尚未注册之前，学会就甚至开始在该行业中发挥积极作用。学会是组织马来西亚电影节和许多其他活动的主要委员会的一部分。学会曾派 Hassan Abd Muthalib 应邀赴日本和中国多次发表有关马来西亚动漫业的论文。

### 合作
2008年，学会与双威镇的一个通信设计学院合作，向马来西亚的两位动画先驱人物 - Goh Meng Huat （於 Filem Negara Malaysia 工作的马来西亚首位动画师）颁发了动画资深奖。Mat Sentol（马来西亚首部长片动画师）在活动期间，他们还介绍了马来西亚动画产业的历史和发展。

## 年表
以下所列出的是马来西亚动画的主要事件。
- 1972: 《Selamat Hari Natal》
- 1979: 《Hapuskan Nyamuk Aedes》
- 1985: 《Sang Kancil dan Buaya》
- 1986: 《Gagak Yang Bijak》
- 1986: 《Arnab Yang Sombong》
- 1987: 《Singa Yang Haloba》
- 1996: 《Keluang Man》
- 1999: 《甘榜男孩》
- 1999: 《Anak- Anak Sidek》
- 1999: 《Sang Wira》
- 2006: 《足球的孩子》
- 2014: 《The Amazing Awang Khenit》
- 2016: 《特工阿里》
- 2021: 《机甲猛斗》

## 節慶
由于马来西亚是主要的穆斯林国家，因此大多数的动画优惠都在斋月或开斋节进行，而不是圣诞节。
| 年份 | 大事                                                                                             | 備註                                                      |
| ---- | ------------------------------------------------------------------------------------------------ | --------------------------------------------------------- |
| 1946 | 由 Mervyn cff Sheperd 組成的 Filem Negara Malaysia 正式成立                                      |                                                           |
| 1947 | 馬來西亞首位動畫師 - Goh Meng Huat                                                               |                                                           |
| 1978 | 馬來西亞首部動畫短片 - 《Hikayat Sang Kancil》                                                   | Anandam Xavier                                            |
| 1982 | 馬來西亞首間動畫工作室 - FilmArt                                                                 |                                                           |
| 1983 | 馬來西亞首部動畫長片 - 《Mekanik》                                                               | Hassan Muthalib                                           |
| 1985 | 第二部短片動畫 - Sang Kancil & Monyet                                                            | Hassan Muthalib                                           |
| 1985 | 第二間動畫工作室 - Lensamation                                                                   |                                                           |
| 1987 | 製作卡通人物“Epit”和“Din Teksi”，這是第一批漫畫家 - 拉特 和 Nan 在電視動畫上所制作的卡通人物     |                                                           |
| 1990 | 混合实景动画电影的首位漫画家 Imuda for Mat Gelap                                                 | 制作：ZHA                                                 |
| 1992 | 首部学生动画电影 - 《Bunga Karang》 by Zhang Kong Wah                                            | 馬來西亞電影學院                                          |
| 1995 | 首个动画系列 - 《Usop Sontorian》                                                                | 制作：Kharisma Pictures 導演：Kamn Ismail 人物設計：Ujang |
| 1997 | 首家动画学院 - The One Academy                                                                   |                                                           |
| 1998 | 馬來西亞首部计算机动画电影（也是动画电影中的首批以阴影方式渲染的计算机图形） - 《Silat Legenda》 | 制作：Peninsula Pictures                                  |
| 2000 | 馬來西亞首部在影音光碟上的计算机动画电影 - 《Nien Resurrection》                                 | 制作：Young Jump Animation                                |
| 2000 | 馬來西亞的第一本书介绍3D计算机动画 - 《Animasi 3D》                                              | 制作：Sharkawi Che Din（馬來西亞語言文學理事會）          |
| 2001 | 馬來西亞第二部动画电影 - 《Cheritera》                                                           | 制作：Matahari Animation and Production                   |
| 2001 | 馬來西亞第三部动画电影 - 《Putih》                                                               | 制作：Fine Animation Sdn Bhd from Eurofine                |
| 2004 | 馬來西亞首個電視動畫《甘榜男孩》                                                     | 制作：Lensa Film Sdn Bhd                                  |
| 2005 | 《Saladin: The Animated Series》                                                                 | 制作：Silver Ant 及 Young Jump Animation                  |
| 2006 | 馬來西亞首部粘土動畫連續劇 - 《Ranggi》                                                          | 制作：Lensa Film Sdn Bhd                                  |
| 2007 | 馬來西亞首部傳統動畫連續劇 - 《足球的孩子》                                          | 制作：Animasia Studio Sdn Bhd                             |
| 2007 | 馬來西亞首部計算機動畫電視連續劇《Upin & Ipin》                                                  | 製作：Les' Copaque Production                             |
| 2009 | 馬來西亞首部在電影院上映的3D電影 - 《Geng: Pengembaraan Bermula》                                | 制作：Les' Copaque Production                             |
| 2011 | 製作《BoBoiBoy》，馬來西亞第二部計算機動畫電視動畫系列在全球播出                                 | 制作：Animonsta Studio Sdn Bhd                            |
| 2011 | 《Pada Zaman Dahulu》                                                                            | 制作：Les' Copaque Production                             |
| 2012 | 在電影院上映的英語計算機動畫（也是馬來西亞的第二部計算機動畫故事片）- SeeFood                    | 制作：Silver Ant 及 Young Jump Animation                  |
| 2012 | 製作《War of the Worlds: Goliath》，是首部在電影院上映並帶有卡通渲染的3D計算機動畫。             | 制作：Tripod Entertainment Sdn Bhd                        |
| 2013 | 在電影院上映的馬來語3D計算機動畫 - 《Bola Kampung The Movie》                                    | 制作：Animasia Studio Sdn Bhd 及 Young Jump Animation     |